# بورگیگنان سو-کوسی
بورگیگنان سو-کوسی (به فرانسوی: Bourguignon-sous-Coucy) یک کمون در فرانسه است که در ان (ا-دو-فرانس) واقع شده‌است. بورگیگنان سو-کوسی ۲٫۸ کیلومتر مربع مساحت دارد ۳۸ متر بالاتر از سطح دریا واقع شده‌است.